# L'Hippocampe
L'Hippocampe est une association loi de 1901 fondée en 2005 par Mireille Malot et dont le siège se trouve à Veigné en Indre-et-Loire. Elle organise chaque année un concours de bande dessinée à Angoulême ainsi qu'un festival de courts métrages : Regards croisés. Elle a également co-fondé l'ESAT « Image - Arts graphiques », implanté à l'atelier du Marquis.

## Histoire
L'association est fondée en 2005 par Mireille Malot, qui en est également la présidente. Elle vise à promouvoir « le développement d'actions culturelles et artistiques en faveur de l'insertion sociale et professionnelle des personnes handicapées ».
Mireille Malot, mère d'une enfant atteinte d'une affection génétique, fonde et préside l'Association française du syndrome de Rett et Iris Initiative puis, en 1994, elle fonde l'association Handicap Conseil. Pour sensibiliser le public au polyhandicap, elle passe par la bande dessinée avec l'aide d'Yves Poinot, alors président du festival d'Angoulême. Le livre, intitulé La Grande Journée, est signé Jean-Louis Fonteneau et Marie-Noëlle Pichard et distribué par Iris Initiative (1997). Cette étape conduit à la création d'un concours de bande dessinée pour les personnes en situation de handicap. Par la suite, La Grande journée est adapté en spectacle, au théâtre d'Angoulême avec l'aide d'Howard Buten. L'animateur Patrice Drevet est vice-président de l'association.

## Activités

### Concours de bande dessinée et prix Hippocampe
Chaque année, en marge du festival d'Angoulême, l'association organise un concours de bande dessinée pour les artistes en situation de handicap. Dans le sillage de l'album La Grande Journée, distribué par Iris Initiative (1997), Yves Poinot, alors président du festival d'Angoulême, fonde un partenariat : il soutient depuis 1998 l'association Handicap conseil pour décerner les prix. En 2004, Frank Margerin rejoint l'association et parraine le festival Hippocampe. À long terme, cet évènement a permis à des artistes de devenir dessinateurs professionnels et de travailler pour des entreprises.
En 1998, sous l'égide d'Iris Initiative a lieu le premier concours de dessins collectifs, adressé aux jeunes avec handicap qui ont entre 6 et 14 ans dans 40 départements et présidé par Edmond Baudoin : l'organisation reçoit alors 460 dessins et décerne cinq prix ainsi qu'un « Hippocampe d'Or ». En 2004, ce concours a rassemblé plus de 100 réalisations et 700 participants issus de 49 départements ; le prix comporte plusieurs catégories selon le type de handicap ainsi que des « Hippocampe d'or », qui récompensent des travaux toutes catégories confondues. En 2005, le festival est organisé par Handicap Conseil : sur le thème de « Fées, lutins, et sorcières... raconte en BD », 280 projets sont proposés, ce qui implique plus de 3 000 jeunes de France, de Belgique et de Suisse. En 2006, le concours est ouvert aux personnes âgées de 5 à 20 ans présentant un handicap, ainsi qu'aux adultes usagers de maison d'accueil spécialisée (MAS) ; les candidats doivent envoyer trois planches. En 2007, pour la huitième remise des prix, le jury a reçu 576 bandes dessinées de 10 000 participants ; 23 reçoivent des prix. En 2008, le concours inclut 800 inscrits et 600 œuvres, dont 25 récompensées,.
En 2009, pour les dix ans du concours, l'association Hippocampe produit « un album réunissant les œuvres des lauréats récompensés depuis sa création », imprimé à 4 000 exemplaires par Sopan-Sajic et gratuitement remis aux établissements. En 2011, le concours a reçu plus de 900 bandes dessinées et 1 000 candidatures. En 2014, 800 planches sont en lice ; le jury retient environ 30 gagnants dans trois catégories selon l'âge et selon le type de handicap. En 2016, l'association publie avec Bamboo Éditions L'Hippocampe raconte ses candidats, un ouvrage collectif signé par des auteurs établis (Frank Margerin, Jean-Luc Loyer, Olivier Jouvray...) ainsi que les gagnants des sept années précédentes. Cette même année, le jury a reçu 1 300 planches de la part de 5 000 participants. En 2017, le jury de 44 membres est co-présidé par Frank Margerin et Olivier Jouvray. 
En 2018, le concours a mobilisé 3 179 participants individuels et collectifs, sur le thème « Envie de... » ; les jurés désignent 33 lauréats.

### Festival Regards croisés
À partir de 2009, L'Hippocampe organise à Nîmes un festival de vidéos, « Métiers et handicaps », afin de favoriser l'inclusion des personnes en situation de handicap dans les entreprises. L'idée vient d'un festival de courts métrages consacrés aux métiers, dont une catégorie concernait le handicap. Sam Karmann devient en 2011 le directeur artistique du festival.
Le festival vise à « sensibiliser les DRH et les managers au handicap ». Les salariés en situation de handicap peuvent soumettre un film de 6 minutes dans n'importe quel format et ils doivent y mettre en scène leur vie au travail « de manière drôle, décalée ou sérieuse ». Co-fondé avec l'animateur de télévision Patrice Drevet, l'évènement compte des partenaires comme EDF, Malakoff Médéric, AG2R La Mondiale, ERDF, Klesia Audiens, Groupe Accor, CEA Marcoule, etc.
En 2009, le premier festival accueille 190 spectateurs. En 2011, le jury a reçu 44 films et en a retenus 28 lors de la compétition à Nîmes. En 2014, plus de 600 personnes participent. Par manque de place, le festival déménage de Nîmes. À partir de 2017, Claude Renoult, maire de Saint-Malo, accueille Regards croisés au Palais du Grand large. En 2017, les spectateurs sont 700. À partir de 2019, un job dating est associé au festival. En 2020, l'organisation du festival est affectée par la pandémie de Covid-19 : seul le job dating a lieu.

### ESAT Images - Arts graphiques
En partenariat avec l'Adapei Charente et le Pôle Image Magelis, l'Hippocampe fonde en 2012, avec le concours de l'atelier du Marquis, l'Esat Images Arts graphiques, rattachée à l'Esat de Magnac. Il inclut d'abord trois auteurs puis « cinq ou six personnes » et permet d'accompagner des artistes en situation de handicap. Il s'agit d'une initiative pionnière. L'Agence régionale de santé apporte un financement de 11.900 € par personne et par an tandis que l'Hippocampe doit trouver des entreprises intéressées par le travail des auteurs.

### Documentation
- Sam Karmann, « Histoire d'une rencontre hors du commun », Les Échos,‎ 9 octobre 2017 (lire en ligne).
- Hélène Riestch, « Handicap et arts : des pionniers à Angoulême », Sud Ouest,‎ 9 février 2014 (lire en ligne).
- Muriel Jasor, « Mireille Malot, présidente fondatrice de l'association Hippocampe : "Le festival Regards croisés est un précieux outil de sensibilisation" », Les Échos,‎ 19 novembre 2018 (lire en ligne).
- « Angoulême : la BD au-delà du handicap », sur arte.tv, 17 janvier 2020.
- Fabien Paillot, « Ils dessinent pour sortir de leur bulle », Actualités Sociales Hebdomadaires,‎ 31 janvier 2020.
- Émilie Chassevant, « Saint-Malo. Le festival Regards croisés conjugue emploi et handicap », Ouest-France,‎ 6 novembre 2019 (lire en ligne)